# هاينز هارتمان
هاينز هارتمان (بالإنجليزية: Heinz Hartmann)‏ طبيب ومحلل نفسي نمساوي، وُلد في فيينا في 4 نوفمبر 1894. يُعد مؤسس علم نفس الأنا في الولايات المتحدة. تنص هذه المدرسة على أن هذا الجزء من النفس له بقدر من الاستقلال، والذي يسمح بدوره حتى للأشخاص المُضطربين عقليًا بالحفاظ على بعض الطرق التكيفية في واقعهم. وتؤكد هذه المدرسة على أن نمو الشخصية يمتد على مدى العمر كله. وبالمثل لا تنكر الصراعات النفسية التي تعكس رغبات الهو ودفعاته، إلا أنها تقر أن دوافع الأنا مثل التوافق والكفاءة والهوية والحميمية والاكتمال لا تقل أهمية. وتُوفي في 17 مايو 1970.
ومع وفاة كارل أبراهم، لم يتمكن هارتمان من استكمال التحليل التكويني الذي خططا له سويًا. واستطاع إكماله لاحقًا مع ساندور رادو. وفي عام 1927، نشر أساسيات التحليل النفسي، مُنذرًا بمساهماته النظرية عن علم نفس الأنا، التي أكملها لاحقًا. أيضَا، شارك في إنشاء دليل لعلم النفس الطبي.
عرض عليه سيجوند فرويد تحليلها له بشكل مجاني، إذا استقر في فيينا في تلك اللحظات، ووفر له وظيفة في جامعة جونز هوبكينز. واختار أن يدخل في تحليل مع فرويد، وكان طالبه ومريضه المُفضل.
قام هاينز هارتمان وغيره بالتركيز على عمل الأنا الشعورية واللاشعورية، ودورها في الدفاعات اللاشعورية وأثرها التثبيطي على العمليات النفسية. وقد افترض هارتمان وجود جزء من الأنا خالية من الصراعات، ويؤدي مهامًا بارزة مثل الإدراك والتحكم الحركي والتفكير المنطقي والكلام والإدراك الحسي واختبار الواقع.

## علم نفس الأنا
ظهر علم نفس الأنا مع كل من هارتمان وكريس ورابابورت ومن تبعهم، وكان لهذه المرحلة مركزًا هامًا وبارزًا في السياق العام لنظرية التحليل النفسي. ولقد بدأت هذه المرحلة في عام 1939 مع نشر هارتمان لكتابه: علم نفس الأنا ومشكلة التكيف. وقد نتج عن اهتمام هارتمان بتطوير نظرية الأنا أن اتسعت وتعددت تدريجيًا وظائف الأنا لدرجة جعلت الجوانب الأخرى لنظرية فرويد التركيبية الهو والأنا والأنا العليا تبعد عن دائرة الاهتمام. فقد تزايد التركيز على الجوانب الميكانيكية والكمية لوظائف الأنا مع ترك انطباعًا عن أن الشخصية في عملها وخللها تبدو غير إنسانية لحد ما. ويرى هارتمان تكييف الكائن الحي مع الواقع الخارجي بأبعاده المختلفة.